# Тиерп
Тиерп (на шведски: Tierp) е град в източна централна Швеция, лен Упсала. Главен административен център на едноименната община Тиерп. Разположен е на около 20 km от западния бряг на Ботническия залив. Намира се на около 110 km на северозапад от столицата Стокхолм и на около 50 km на север от Упсала. Има жп гара. Населението на града е 5587 жители според данни от преброяването през 2010 г.